# Platalearostrum
Platalearostrum es un género extinto de cetáceo odontoceto relacionado con los calderones. Es conocido por un espécimen (NMR-9991-00005362, P. hoekmani), consistente en un rostro, maxilar, premaxilar y vomer incompletos. El fósil fue descubierto por Albert Hoekman en el Mar del Norte en 2008 y descrito en 2010 por Klaas Post y Erwin J.O. Kompanje. Se cree que al igual que el calderón poseía una estructura de forma redondeada sobre el rostro y se estima que existió del Pleistoceno Inferior al Pleistoceno Medio.